# Shaquille Hines
Shaquille Hines (Chicago, Illinois, 23 de marzo de 1993) es un baloncestista estadounidense que pertenece a la plantilla del Debreceni Kosárlabda Akadémia de la liga húngara. Con 2,01 metros de estatura, juega en la posición de ala-pívot.

## Trayectoria deportiva
Es un jugador formado en los UTRGV Vaqueros de la Universidad de Texas Valle del Río Grande y tras no ser elegido en el Draft de la NBA de 2016, debutó como profesional en Suecia, en las filas del Boras Basket de la Basketligan.
En verano de 2017 fichó por el Koroivos B.C. de la A1 Ethniki, tras disputar la liga de verano de la NBA con los Oklahoma City Thunder.
En la temporada siguiente, firma con el equipo alemán del Basketball Lowen Braunschweig de la Basketball Bundesliga.